# A Knot in the Plot
A Knot in the Plot è un cortometraggio muto del 1910 diretto da Frank Powell e prodotto per la Biograph da D.W. Griffith.

## Trama
La bella Milly Howard si trova oggetto delle attenzioni sia di un elegante cowboy, Jim Doyle, che di quelle di Manuel, un giovane messicano. Quest'ultimo si intestardisce a corteggiare Milly e quando poi la vede passeggiare con Doyle, le fa una scenata accusandola di essere una fraschetta. Lei cade a terra singhiozzando e due dei cowboy credono che sia così disperata per colpa di Jim. Vanno quindi da lui per riparare al torto che avrebbe fatto alla ragazza. Lei, nel frattempo, ha convinto del suo amore Manuel e i due vanno davanti al prete che li sposa. Così quando i cowboy rimorchiano lo sbigottito Doyle davanti alla casa di Milly, dove chiedono a gran voce alla ragazza di scendere per sposarlo, lei non può far altro che rifiutare quelle nozze. La soluzione potrebbe sembrare quella di far fuori il povero Manuel, così da lasciare Milly libera, ma i due novelli sposi non sono per niente d'accordo.

## Produzione
Il film fu prodotto dalla Biograph Company. Fu girato a Verdugo, in California

## Distribuzione
Distribuito dalla Biograph Company, il film - un cortometraggio in una bobina - uscì nelle sale cinematografiche statunitensi il 26 maggio 1910. Il copyright del film, richiesto dalla casa di produzione, fu registrato il 28 maggio con il numero J141733.